# اسودسبورو، نیوجرسی
اسودسبورو (به انگلیسی: Swedesboro) شهری در ایالت نیوجرسی کشور ایالات متحده آمریکا است که جمعیت آن در سرشماری سال ۲۰۱۰ میلادی، ۲٬۵۸۴ نفر بوده‌است.